# جاي آر رينولدز
جاي آر رينولدز (بالإنجليزية: J. R. Reynolds)‏ مواليد 9 مايو 1984 في روانوك، هو لاعب كرة سلة أمريكي. بدأ مسيرته الاحترافية في سنة 2007. يحمل الرقم 2. يبلغ طوله 6 قدم 2 بوصة (1.9 م).

## المسيرة الاحترافية
لعب مع جويرينو فانولي باسكت في الدوري الإيطالي في موسم 2007–2008، ثم لعب مع أسفيل باسكت في الدوري الفرنسي في موسم 2008–2009، ثم لعب مع سباستياني باسكت رييتي في الدوري الإيطالي في سنة 2009، ثم لعب مع بالاكانسترو فاريزي في موسم 2009–2010، ثم لعب مع أورليان لواريت في الدوري الفرنسي في موسم 2010–2011، ثم لعب مع مين ريد كلوز في سنة 2011، ثم لعب مع بي سي إم جرافيلين في الدوري الفرنسي في موسم 2011–2012، ثم لعب مع بي سي إم جرافيلين في سنة 2013، ثم لعب مع ليموج سي إس بي في الدوري الفرنسي في موسم 2013–2014.

## إحصائيات المسيرة

### بطولات الدوري المحلية
| الموسم  | الفريق                    | الدوري                                    | لعب | دقيقة | ميداني% | ثلاثية | حرة  | ارتداد | صنع | SPG | تصدي | نقطة |
| ------- | ------------------------- | ----------------------------------------- | --- | ----- | ------- | ------ | ---- | ------ | --- | --- | ---- | ---- |
| 2007-08 | جويرينو فانولي باسكت      | الدوري الإيطالي لكرة السلة الدرجة الثانية | 30  | 32.4  | .516    | .404   | .809 | 3.5    | 3.2 | 2.3 | .1   | 17.7 |
| 2008-09 | أسفيل باسكت               | الدوري الفرنسي لكرة السلة الدرجة الأولى   | 36  | 25.7  | .507    | .404   | .765 | 2.3    | 3.9 | .9  | .0   | 10.8 |
| 2009-10 | بالاكانسترو فاريزي        | ليغا باسكيت الدرجة الأولى                 | 13  | 17.1  | .353    | .385   | .682 | 1.5    | 1.8 | 1.2 | .0   | 5.3  |
| 2010-11 | أورليان لواريت            | الدوري الفرنسي لكرة السلة الدرجة الأولى   | 27  | 27.5  | .486    | .376   | .768 | 2.4    | 3.6 | 1.0 | .1   | 11.5 |
| 2011-12 | مين ريد كلوز              | دوري الرابطة الوطنية لفئة التطوير         | 3   | 35.7  | .333    | .417   | .900 | 4.3    | 2.0 | 1.7 | .0   | 12.0 |
| 2011-12 | بي سي إم جرافيلين         | الدوري الفرنسي لكرة السلة الدرجة الأولى   | 22  | 19.6  | .345    | .393   | .867 | 2.0    | 1.6 | .6  | .0   | 8.0  |
| 2012-13 | بي سي إم جرافيلين         | الدوري الفرنسي لكرة السلة الدرجة الأولى   | 2   | 7.5   | --      | .000   | --   | .5     | .5  | .0  | .0   | .0   |
| 2012-13 | بني هرزيليا               | الدوري الإسرائيلي                         | 15  | 29.8  | .324    | .485   | .833 | 2.5    | 3.6 | .9  | .1   | 12.0 |
| 2013-14 | ليموج سي إس بي            | الدوري الفرنسي لكرة السلة الدرجة الأولى   | 39  | 27.0  | .571    | .250   | .628 | 6.1    | 2.3 | 1.1 | .5   | 7.7  |
| 2014-15 | نادي بودوشنوست لكرة السلة | الدوري المونتينيغري لكرة السلة            | 8   | 18.5  | .500    | .435   | .889 | 2.6    | 3.1 | 1.3 | .0   | 8.0  |
| 2014-15 | نادي بودوشنوست لكرة السلة | الدوري الأدرياتيكي                        | 28  | 25.1  | .508    | .400   | .832 | 2.6    | 4.0 | 1.4 | .0   | 13.1 |

## روابط خارجية
- جاي آر رينولدز على موقع كرة السلة الأوروبية.كوم (الإنجليزية)
- جاي آر رينولدز على موقع كلية كرة السلة في سبورتس رفرنس.كوم (الإنجليزية)
- جاي آر رينولدز على موقع ريلجم (الإنجليزية)
- جاي آر رينولدز على موقع بروبوليرز (الإنجليزية)
- جاي آر رينولدز على موقع سبورتس رفرنس (الإنجليزية)
- جاي آر رينولدز على موقع سبورتس رفرنس (الإنجليزية)